# Коптяжево
Коптя́жево (рос. Коптяжево) — село у складі Бугурусланського району Оренбурзької області, Росія.

## Населення
Населення — 333 особи (2010; 424 у 2002).
Національний склад (станом на 2002 рік):
- росіяни — 75 %